# Freie-Partie-Europameisterschaft 1958

Logo CEB (ausrichtender Verband)

Veranstaltungsort: West-Berlin

Die Freie-Partie-Europameisterschaft 1958 war das 10. Turnier in dieser Disziplin des Karambolagebillards und fand vom 10. bis zum 13. April 1958 in Berlin statt. Es war die zweite Freie-Partie-Europameisterschaft in Deutschland.

## Geschichte
Seine überragenden Qualitäten in der Freien Partie unterstrich wieder einmal der Antwerpener Joseph Vervest in Berlin. Ungeschlagen wurde er zum vierten Mal Freie-Partie-Europameister. Er schloss damit zu seinem Landsmann Clement van Hassel auf, der den zweiten Platz belegte. Auch wieder auf dem Treppchen stand der deutsche Meister Siegfried Spielmann, der aber die Überlegenheit der Belgier anerkennen musste.

## Modus
Gespielt wurde in zwei Vorrundengruppen mit fünf Akteuren „Jeder gegen Jeden“ bis 500 Punkte. Die besten Vier jeder Gruppe erreichten die Endrunde. Ergebnisse der ausgeschiedenen Spieler wurden nicht in die Endrunde übernommen und zählten nicht zum Endklassement. Es wurden prolongierte Serien gewertet.
1. MP = Matchpunkte
2. GD = Generaldurchschnitt
3. HS = Höchstserie

## Vorrunde

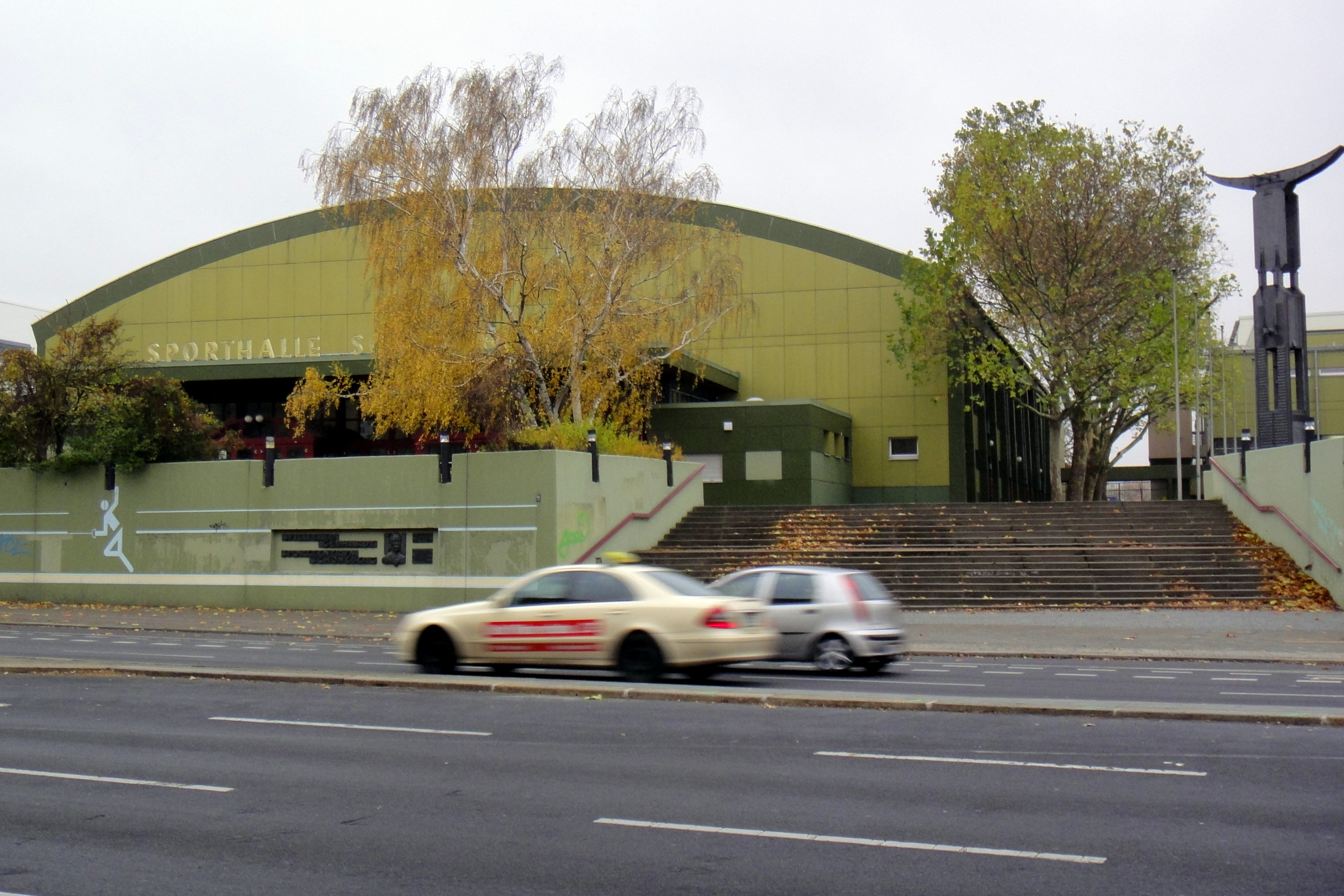
Sporthalle Schöneberg (2012)

| MP    | Match Points (Sieger = 2; Unentschieden = 1; Verlierer = 0) |
| Pkte. | Erzielte Karambolagen                                       |
| Aufn. | Benötigte Versuche                                          |
| GD    | Generaldurchschnitt                                         |
| BED   | Bester Einzeldurchschnitt eines Spielers                    |
| HS    | Höchstserie                                                 |
|       | Bester GD des Turniers                                      |
|       | Bester ED des Turniers                                      |
|       | Beste HS des Turniers                                       |
|       | 1. Platz (Gold)                                             |
|       | 2. Platz (Silber)                                           |
|       | 3. Platz (Bronze)                                           |

| Platz | Name                | MP  | Pkte | Aufn. | GD     | BED    | HS  |
| ----- | ------------------- | --- | ---- | ----- | ------ | ------ | --- |
| 1     | Joseph Vervest      | 8:0 | 2000 | 12    | 166,66 | 500,00 | 998 |
| 2     | Siegfried Spielmann | 6:2 | 1514 | 22    | 68,81  | 100,00 | 416 |
| 3     | Jorge Pinto         | 4:4 | 1511 | 35    | 43,17  | 55,55  | 486 |
| 4     | Salvador Orti Vélez | 2:6 | 959  | 35    | 27,40  | 41,66  | 250 |
| 5     | Klaus Nussberger    | 0:8 | 614  | 40    | 15,35  | –      | 175 |

| Platz | Name               | MP  | Pkte | Aufn. | GD    | BED    | HS  |
| ----- | ------------------ | --- | ---- | ----- | ----- | ------ | --- |
| 1     | Clement van Hassel | 8:0 | 2000 | 30    | 66,66 | 125,00 | 446 |
| 2     | Jean Galmiche      | 6:2 | 1772 | 71    | 24,95 | 33,33  | 229 |
| 3     | Philippe Beekman   | 4:4 | 1459 | 61    | 23,91 | 50,00  | 446 |
| 4     | Norbert Witte      | 2:6 | 1382 | 46    | 30,04 | 83,33  | 317 |
| 5     | Joaquin Domingo    | 0:8 | 664  | 35    | 18,97 | –      | 190 |

## Endrunde
| Platz                                              | Name                | MP   | Pkte | Aufn. | GD     | BED    | HS  |
| -------------------------------------------------- | ------------------- | ---- | ---- | ----- | ------ | ------ | --- |
| 1                                                  | Joseph Vervest      | 14:0 | 3500 | 33    | 106,06 | 500,00 | 995 |
| 2                                                  | Clement van Hassel  | 12:2 | 3015 | 40    | 75,37  | 250,00 | 489 |
| 3                                                  | Siegfried Spielmann | 8:6  | 2032 | 41    | 49,56  | 125,00 | 480 |
| 4                                                  | Philippe Beekman    | 8:6  | 2478 | 91    | 27,23  | 125,00 | 381 |
| 5                                                  | Jorge Pinto         | 6:8  | 2190 | 56    | 39,10  | 500,00 | 986 |
| 6                                                  | Jean Galmiche       | 6:8  | 1985 | 100   | 19,85  | 29,41  | 225 |
| 7                                                  | Norbert Witte       | 2:12 | 1966 | 70    | 28,08  | 50,00  | 182 |
| 8                                                  | Salvador Orti Vélez | 0:14 | 1564 | 67    | 23,34  | –      | 170 |
| 9                                                  | Joaquin Domingo     | 0:8  | 664  | 35    | 18,97  | –      | 190 |
| 10                                                 | Klaus Nussberger    | 0:8  | 614  | 40    | 15,35  | –      | 175 |
| Turnierdurchschnitt: Gesamt: 37,27 Endrunde: 37,76 |                     |      |      |       |        |        |     |